# Valentin Prokopov
Valentin Ivanovitj Prokopov (ryska: Валенти́н Ива́нович Проко́пов), född 10 juni 1929, död 25 november 2016, var en sovjetisk vattenpolospelare.
Prokopov tog OS-brons 1956 med Sovjetunionens landslag.
Prokopov spelade nio matcher i den olympiska vattenpoloturneringen i Helsingfors där Sovjetunionen nådde en sjundeplats. Han är bäst ihågkommen för att ha deltagit i den legendariska blodet i vattnet-matchen i den olympiska vattenpoloturneringen i Melbourne. Matchen kom att kallas "blodet i vattnet" efter att Ervin Zádor steg upp ur bassängen med blod forsande under ena ögat. Han hade blivit slagen av Prokopov.